# Probolomyrmex guineensis
Probolomyrmex guineensis är en myrart som beskrevs av Taylor 1965. Probolomyrmex guineensis ingår i släktet Probolomyrmex och familjen myror. Inga underarter finns listade i Catalogue of Life.

## Bildgalleri

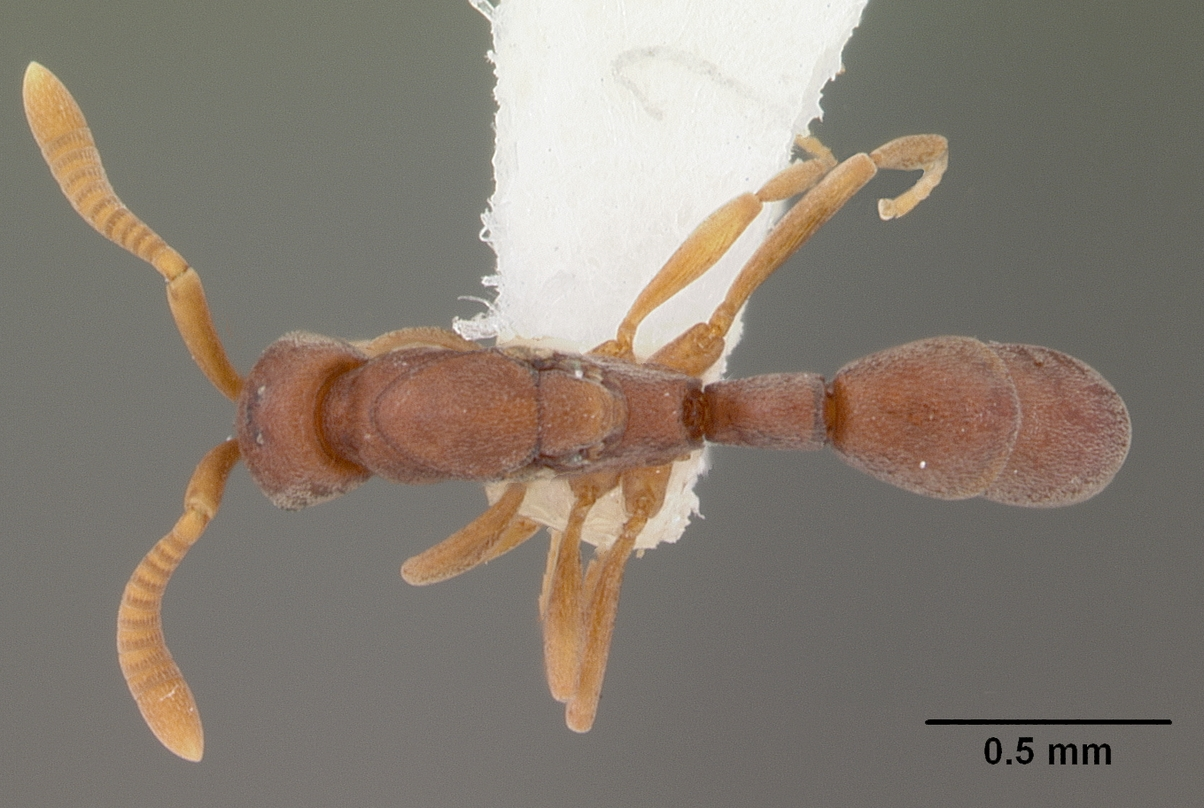
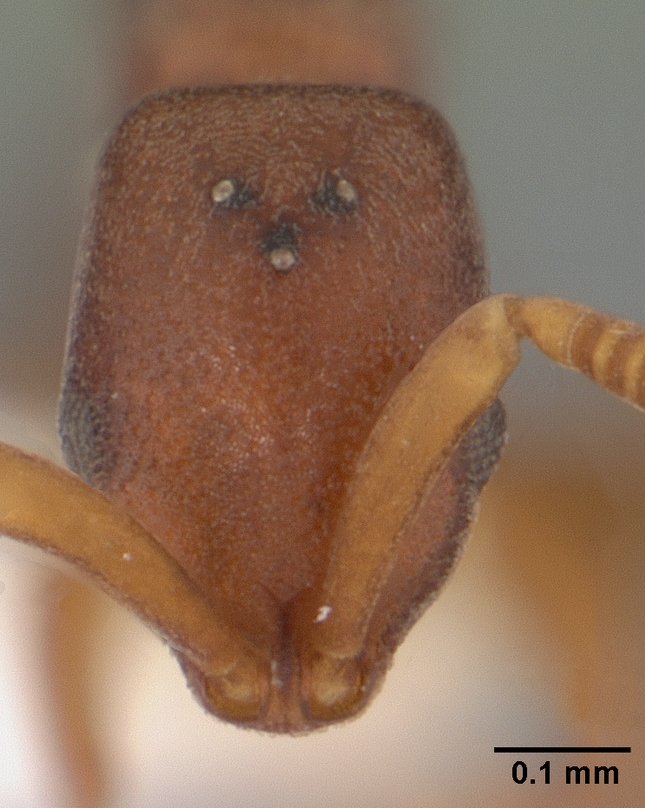
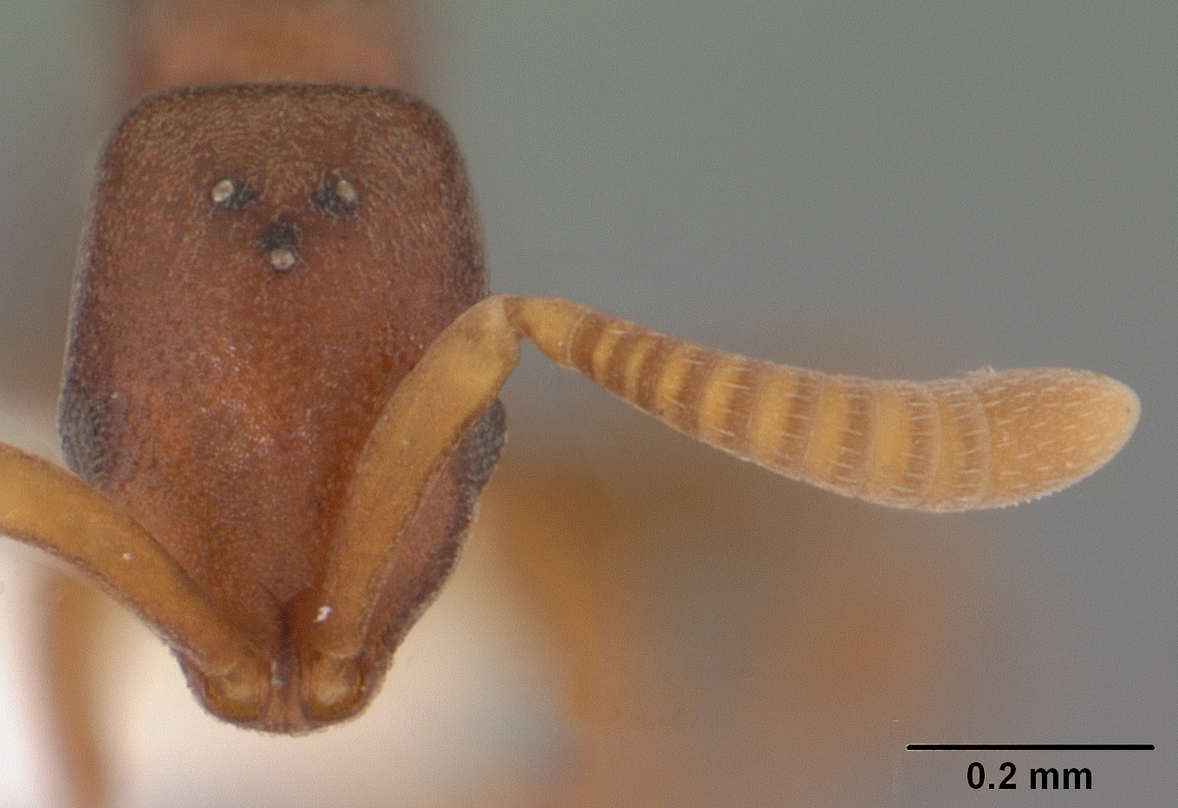
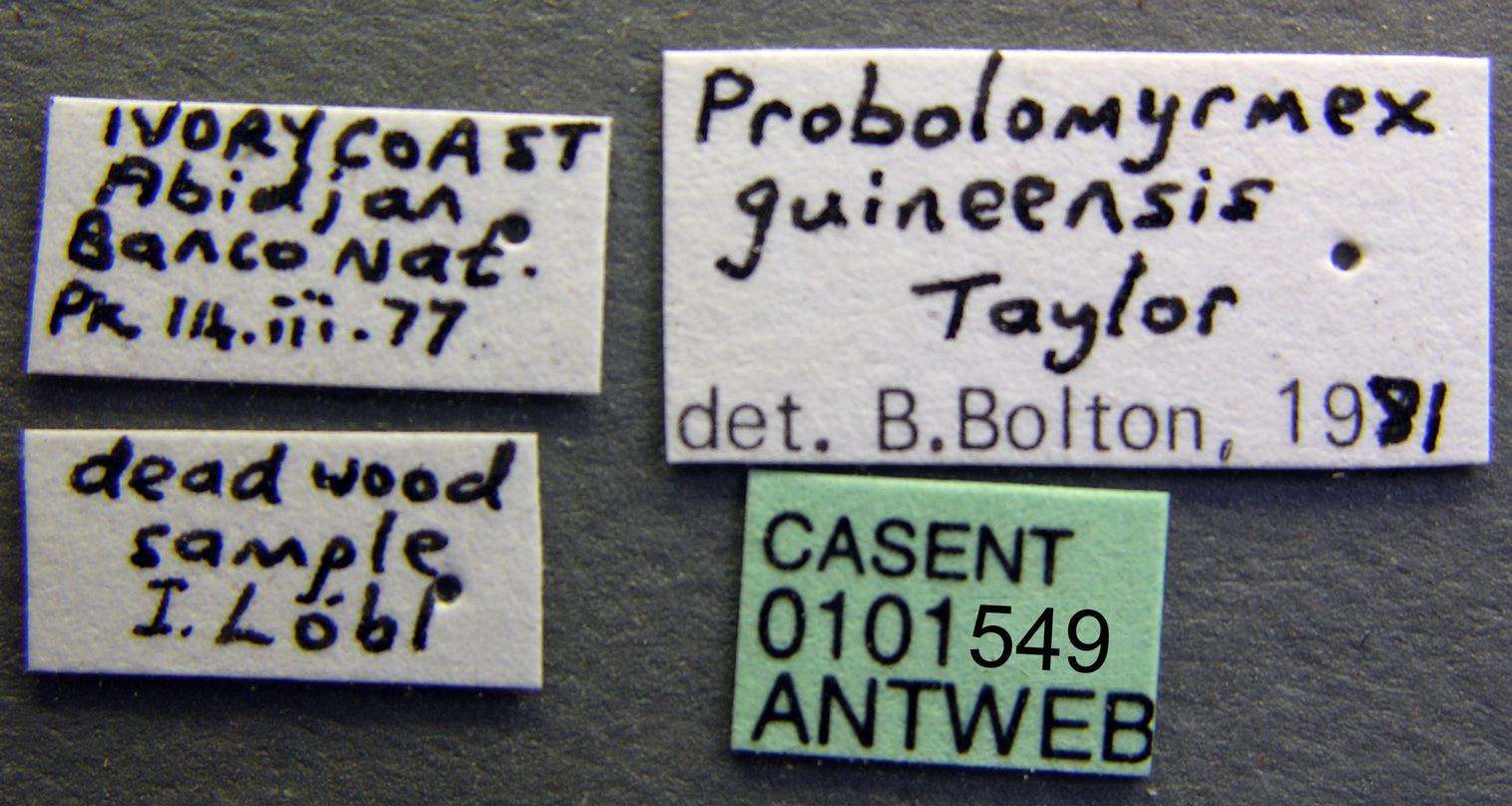
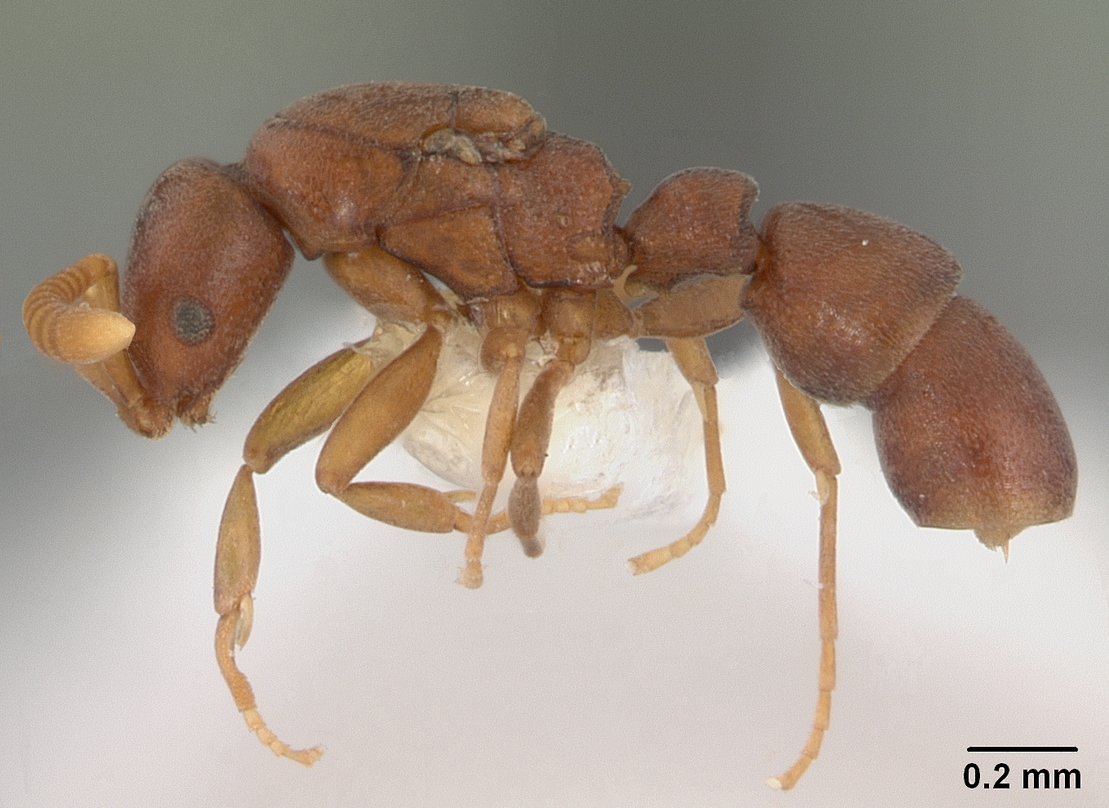
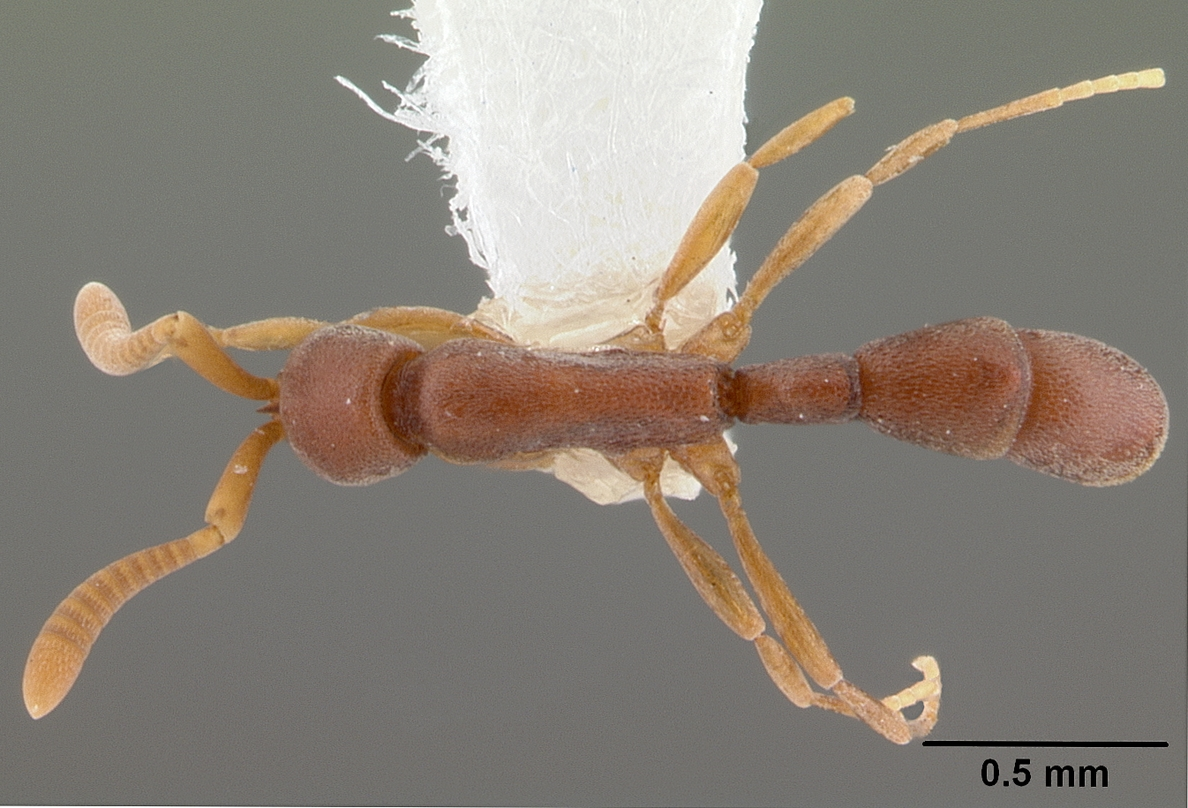